# Monti del Principe Carlo
I monti del Principe Carlo sono una grande catena montuosa dell'Antartide. Situata vicino al tratto di costa della Terra di Mac. Robertson chiamato costa di Lars Christensen, questa catena forma, assieme ad altri picchi isolati vicini ad essa, un arco montuoso lungo circa 480 km che si estende dal monte Starlight, a nord, ai nunatak Goodspeed, a sud, e raggiunge il suo punto più alto con il monte Menzies, a 3228 m s.l.m.
La catena principale ha diversi rami più corti che dipartono da essa, come le tre dorsali Athos, Porthos e Aramis.

## Storia
I monti del Principe Carlo sono stati osservati e fotografati per la prima volta durante ricognizioni aeree effettuate nel corso dell'operazione Highjump, 1946-1947. In seguito, essi sono stati meta di diverse spedizioni di ricerca antartica australiane che, tra il 1954 e il 1961, li hanno esplorati e mappati nel dettaglio, scoprendo una particolare presenza di minerali ferrosi. La catena è stata poi così battezzata nel 1956 dal Comitato australiano per i toponimi e le medaglie antartici in onore di Carlo, principe del Galles, figlio maggiore della regina Elisabetta II del Regno Unito.